# 栋恩
栋恩（荷蘭語：Dongen，荷蘭語：[ˈdɔŋə(n)] ⓘ）是荷蘭北布拉班特省的一個市鎮，位於荷蘭南部。栋恩在過去曾是一個皮革工業中心。

## 外部連結
- 维基共享资源上的相關多媒體資源：栋恩
- Official website （页面存档备份，存于）